# Comité International des Sciences Historiques

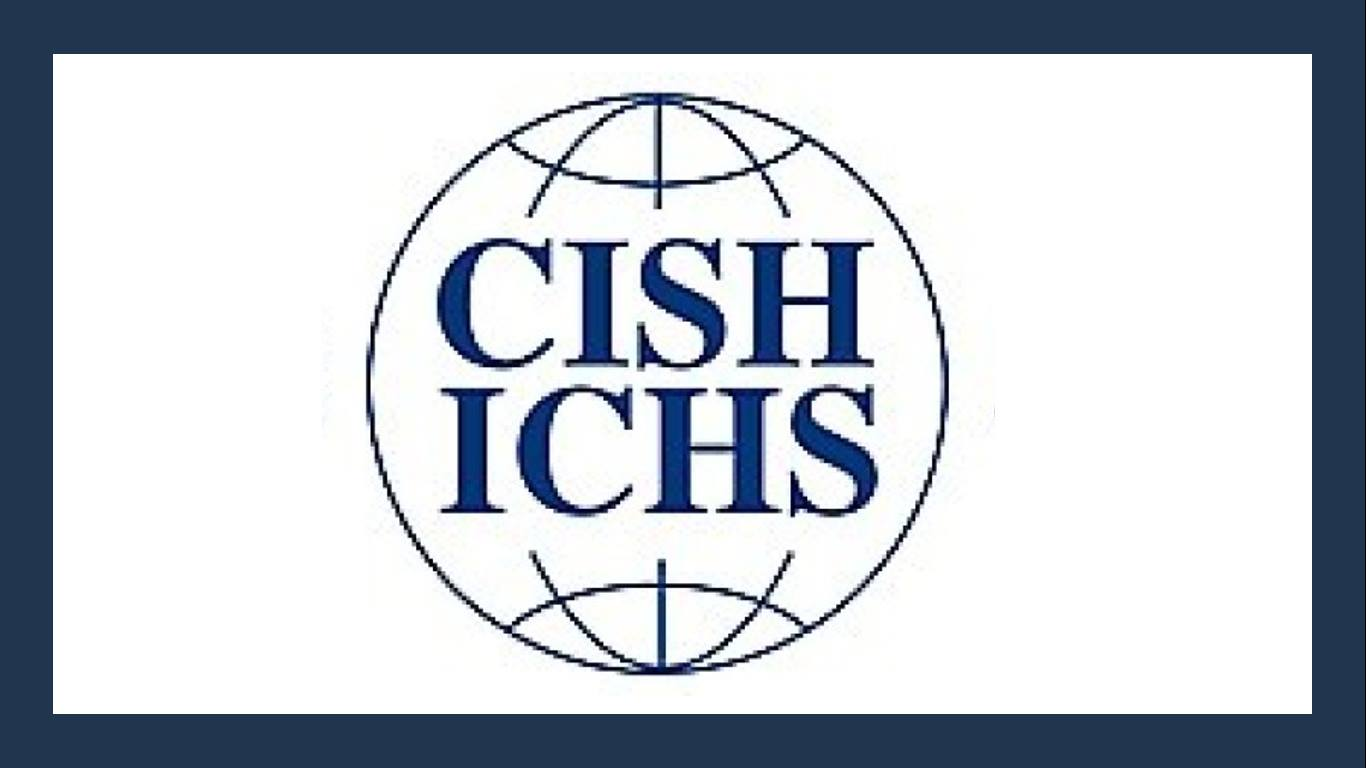
International Committee of Historical Sciences

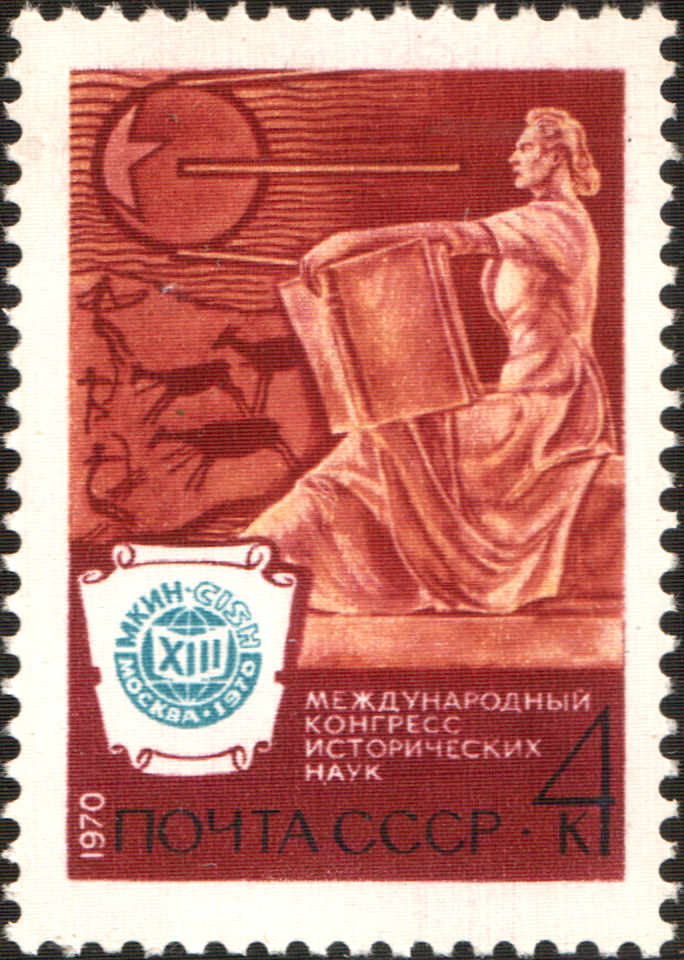
13th CISH congress in Moskau 1970 (Briefmarke der UdSSR)

Das Comité International des Sciences Historiques (CISH), in der angloamerikanischen Welt auch International Committee of Historical Sciences (ICHS), auf Deutsch Internationaler Ausschuss der Geschichtswissenschaften, ist die weltweite Organisation der Historiker. Es hält alle fünf Jahre den Internationalen Historikertag ab und hat alle drei Jahre eine Generalversammlung.
Die Organisation wurde am 14. Mai 1926 in Genf gegründet. Es gibt drei Arten von Mitgliedern: ca. 50 nationale Verbände, ca. 30 internationale Organisationen (Verbände etwa für Kirchengeschichte oder Militärgeschichte) sowie mehrere interne Kommissionen. Deutsches Mitglied ist der Verband der Historiker und Historikerinnen Deutschlands (VHD), österreichisches Mitglied ist der Verband Österreichischer Historiker und Geschichtsvereine, in der Schweiz ist es die Schweizerische Gesellschaft für Geschichte (SGG).
Vorsitzende ist seit 2021 die französische Historikerin Catherine Horel.

## International Congress of Historical Sciences
Bereits vor Gründung des Comités gab es internationale Historikerkongresse. Die folgende Tabelle verzeichnet die Veranstaltungen seit 1898. Sie werden ab 1900 offiziell mit römischen Ziffern durchgezählt. Der Internationale Historikerkongress (engl. International Congress of Historical Sciences, französisch Congrès International des Sciences Historiques) findet alle fünf Jahre meist ca. einwöchig im August oder September statt. Während die ersten grenzüberschreitenden Historikertage noch auf Einladung einzelner Verbände erfolgten, organisiert seit der Gründung das CISH diese Veranstaltung.
Der zum 100-jährigen Bestehen 2026 geplante Kongress wurde aus Sicherheitsgründen von Jerusalem nach Leipzig verlegt.
| Zählung | Tagungsort    | Jahr |
| ------- | ------------- | ---- |
| –       | Den Haag      | 1898 |
| I.      | Paris         | 1900 |
| II.     | Rom           | 1903 |
| III.    | Berlin        | 1908 |
| IV.     | London        | 1913 |
| V.      | Brüssel       | 1923 |
| VI.     | Oslo          | 1928 |
| VII.    | Warschau      | 1933 |
| VIII.   | Zürich        | 1938 |
| IX.     | Paris         | 1950 |
| X.      | Rom           | 1955 |
| XI.     | Stockholm     | 1960 |
| XII.    | Wien          | 1965 |
| XIII.   | Moskau        | 1970 |
| XIV.    | San Francisco | 1975 |
| XV.     | Bukarest      | 1980 |
| XVI.    | Stuttgart     | 1985 |
| XVII.   | Madrid        | 1990 |
| XVIII.  | Montréal      | 1995 |
| XIX.    | Oslo          | 2000 |
| XX.     | Sydney        | 2005 |
| XXI.    | Amsterdam     | 2010 |
| XXII.   | Jinan         | 2015 |
| XXIII.  | Posen         | 2022 |
| XXIV    | Leipzig       | 2026 |

## Preis und Preisträger
Seit 2015 wird in unregelmässigem Abstand von einer zwölfköpfigen Jury der undotierte ICHS International Prize of History vergeben.
- 2015 Serge Gruzinski (Paris)[16]
- 2016 Gábor Klaniczay (Budapest)[17]
- 2022 Sanjay Subrahmanyam (Los Angeles)[18]
- 2024 Laura de Mello e Souza (São Paulo)[19]

## Früherer Präsidiumsvorsitz
- 1926–1933 Halvdan Koht (Norwegen)
- 1933–1938 Harold W. V. Temperley (Großbritannien)
- 1938–1948 Waldo G. Leland (Ungarn)
- 1948–1950 Hans Nabholz (Schweiz)
- 1950–1955 Robert Fawtier (Frankreich)
- 1955–1960 Federico Chabod (Italien)
- 1960–1965 Heinrich-Felix Schmid (Österreich) † 1963
- 1965–1970 Paul Harsin (Belgien)
- 1970–1975 Aleksandr A. Guber (UdSSR) † 1971, Evgenij M. Joukov (UdSSR)
- 1975–1980 Karl Dietrich Erdmann (BRD)
- 1980–1985 Aleksander Gieysztor (Polen)
- 1985–1990 Ernesto de la Torre Villar (Mexiko)
- 1990–1995 Theodore C. Barker (Großbritannien)
- 1995–2000 Iván T. Berend (Ungarn)
- 2000–2005 Jürgen Kocka (Deutschland)
- 2005–2010 José Luis Peset (Spanien)
- 2010–2015 Marjatta Hietala (Finnland)
- 2015–2020
- 2021–2025 Catherine Horel (Frankreich)
- Ehrenpräsident: Andrea Giordina